# Gabriel Popescu
Gabriel Popescu (Craiova, 1973. december 25. –) román válogatott labdarúgó.
A román válogatott tagjaként részt vett az 1998-as világbajnokságon.

## Statisztika
| Román válogatott | Román válogatott | Román válogatott |
| Időszak          | Mérk.            | gól              |
| ---------------- | ---------------- | ---------------- |
| 1996             | 3                | 0                |
| 1997             | 4                | 1                |
| 1998             | 7                | 0                |
| Összesen         | 14               | 1                |